# Dunlap (Tennessee)
Dunlap es una ciudad situada en el condado de Sequatchie, Tennessee, Estados Unidos. Tiene una población estimada, a mediados de 2023, de 5804 habitantes.
Es la sede del condado.

## Geografía
La localidad está ubicada en las coordenadas 35°22′03″N 85°23′23″O / 35.36750, -85.38972 (35.36753, -85.389828). Según la Oficina del Censo, tiene una superficie de 27.98 km², correspondientes en su totalidad a tierra firme.

## Demografía

### Censo de 2020
Según el censo de 2020, en ese momento la localidad tenía una población de 5357 habitantes. La densidad de población era de 191.46 hab/km².
| Raza                   | Núm. | Porc.   |
| ---------------------- | ---- | ------- |
| Blancos                | 4801 | 89.62%  |
| Amerindios             | 44   | 0.82%   |
| Afroamericanos         | 32   | 0.60%   |
| Asiáticos              | 29   | 0.54%   |
| Isleños del Pacífico   | 4    | 0.07%   |
| De otras razas         | 219  | 4.09%   |
| De una mezcla de razas | 228  | 4.26%   |
| Total                  | 5357 | 100.00% |

Del total de la población, el 6.87% de los habitantes eran hispanos o latinos de cualquier raza.